# Ritter Pásmán
Ritter Pásmán, Op. 441 (título original en alemán; en español, Caballero Pásmán) es la única ópera escrita por el compositor Johann Strauss (hijo) sobre libreto en alemán de Lajos (Ludwig) Dóczi, basado en una balada del poeta húngaro János Arany, Pázmán lovag. Se trata de una ópera cómica en tres actos. Se estrenó el 1 de enero de 1892 en el Hofoper de Viena. Se emplea alrededor de tres horas en representarla.

## Personajes
| Personaje                                      | Tesitura     | Reparto del estreno, 1 de enero de 1892 (Director: Johann Strauss hijo) |
| ---------------------------------------------- | ------------ | ----------------------------------------------------------------------- |
| Caballero Pásmán                               | bajo         | Franz von Reichenberg                                                   |
| Eva, su esposa                                 | mezzosoprano | Marie Renard                                                            |
| Gundy, su doncella                             | contralto    |                                                                         |
| Carlos Roberto de Anjou, rey de Hungría        | tenor        |                                                                         |
| Mischu, doncel de Pázmán                       | tenor        |                                                                         |
| Omodé, Hofmarschall                            | tenor        |                                                                         |
| Rodomonte, bufón                               | barítono     |                                                                         |
| La reina                                       | soprano      |                                                                         |
| Séquito del rey, caballeros, guerreros, pajes. |              |                                                                         |